# ジャンヌ・ド・ブルゴーニュ (フィリップ6世王妃)
ジャンヌ・ド・ブルゴーニュ（フランス語: Jeanne de Bourgogne, 1293年6月24日 - 1349年12月12日）は、フランス国王フィリップ6世の最初の王妃。ジャンヌ・ラ・ボワトゥーズ（Jeanne la Boiteuse）とも呼ばれる（ボワトゥーズは「足の不自由な女」の意味）。
夫が百年戦争に従軍している間には摂政を務めた。

## 生涯
ブルゴーニュ公ロベール2世と、フランス王ルイ9世の王女アニェスの次女で、姉マルグリットはルイ10世の妃である。1313年6月、ルイ10世の従弟であるフィリップ・ド・ヴァロワ（後のフィリップ6世）と結婚した。フィリップは1315年から1328年までメーヌ公で、1325年からヴァロワ伯、アンジュー伯でもあった。
2人の間にはジャン（のちのジャン2世）とオルレアン公フィリップらが生まれた。
フィリップ4世の息子であるルイ10世、フィリップ5世、シャルル4世ら歴代のフランス王は男子がいなかったため、フィリップ・ド・ヴァロワが王位に就いた。
1337年、百年戦争が起こり、イギリスのエドワード3世がルイ10世の甥であることを理由にフランス王位継承権を主張した。知的で強い意志の持ち主であるジャンヌは、夫が戦争の戦闘で不在時に摂政として采配を振った。しかし、ジャンヌの性格とその権力によってこの夫婦に悪い評判が立ち、噂は足の奇形によって強調され（邪悪の印であると一部で考えられていた）、やがて「la male royne boiteuse」（足の不自由な王妃）と呼ばれるようになった。
ジャンヌは学者肌の女性であり、愛書家であると言われていた。
1349年12月12日、黒死病で死去し、サン＝ドニ大聖堂に葬られた。孫のシャルル5世によって建てられた墓はフランス革命期に破壊された。

## 家族
1313年に結婚したフィリップ6世との間に以下の子女をもうけた。
- ジャン2世（1319年 - 1364年） - フランス王
- マリー（1326年 - 1333年） - ブラバン公ジャン3世の子ジャンと結婚
- ルイ（1329年）
- ルイ（1330年）
- フィリップ（1336年 - 1376年） - オルレアン公
- ジャンヌ（1337年）

ジャンヌの死後の1361年、ジャンヌの大甥ブルゴーニュ公フィリップ1世が嫡出子なしに死ぬと、ブルゴーニュ家の男系が断絶した。次のブルゴーニュ公に縁者の中から誰を選ぶかが問題となり、ジャンヌの姉マルグリットの孫にあたるシャルル・デヴルー（ナバラ王カルロス2世）が長系相続者の権利を主張したが、結局ジャンヌの長男ジャンが一時王領にした後、四男フィリップ豪胆公に与えた。